# Велковці (Габровська область)
Ве́лковці (болг. Велковци) — село в Габровській області Болгарії. Входить до складу общини Габрово.

## Населення
За даними перепису населення 2011 року у селі проживали 107 осіб, з них 102 особи (97,1%) — болгари.
Розподіл населення за віком у 2011 році:
Динаміка населення: